# Pendem (Sumberlawang)
Pendem is een bestuurslaag in het regentschap Sragen van de provincie Midden-Java, Indonesië. Pendem telt 4530 inwoners (volkstelling 2010).